# Ханзельманн, Рони
Ронард (Рони) Ханзельманн (нем. Ronhard «Rony» Hanselmann; 25 июня 1991) — бывший лихтенштейнский футболист, выступавший на позиции полузащитника. Выступал за сборную Лихтенштейна.

## Карьера

### Клубная
Воспитанник футбольного клуба «Тризенберг». В 2009 году подписал профессиональный контракт с клубом «Бальцерс».

### В сборной
В сборной до 21 года провёл 13 встреч и забил один гол. В основную сборную получил вызов перед игрой 3 сентября 2010 с Испанией. Дебютировал 12 октября 2010 в матче с Чехией, выйдя на замену.

## Личная жизнь
По данным Лихтенштейнского футбольного союза, также увлекается лыжным спортом.